# Кубок Литви з футболу 2012—2013
Кубок Литви з футболу 2012–2013 — 24-й розіграш кубкового футбольного турніру в Литві. Титул всьоме здобув «Жальгіріс».

## Календар
| Раунд           | Дата                                 | Матчі | Клуби   |
| --------------- | ------------------------------------ | ----- | ------- |
| Перший раунд    | 31 травня - 13 червня 2012           | 15    | 62 → 47 |
| Другий раунд    | 27 червня - 14 липня 2012            | 16    | 47 → 31 |
| Третій раунд    | 13-29 серпня 2012                    | 8     | 31 → 23 |
| Четвертий раунд | 19-28 вересня 2012                   | 7     | 23 → 16 |
| 1/8 фіналу      | 22-24 жовтня 2012                    | 8     | 16 → 8  |
| 1/4 фіналу      | 6-7 листопада 2012                   | 4     | 8 → 4   |
| 1/2 фіналу      | 16-17 квітня/30 квітня-1 травня 2013 | 4     | 4 → 2   |
| Фінал           | 19 травня 2013                       | 1     | 2 → 1   |

## Третій раунд
| Команда 1                     | Рахунок | Команда 2                |
| ----------------------------- | ------- | ------------------------ |
| 13 серпня 2012                |         |                          |
| Аве.Ко (3)                    | 3:2     | Кіемас (3)               |
| 18 серпня 2012                |         |                          |
| Спіріс (3)                    | +:-     | Спартакас (Укмерге) (3)  |
| 21 серпня 2012                |         |                          |
| Полонія (2)                   | 3:0     | Бекентас (3)             |
| Гранітас (2)                  | 2:1     | Сарема (3)               |
| Локомотівас (Радвілішкіс) (3) | 3:5 дч  | Паланга (2)              |
| 23 серпня 2012                |         |                          |
| Каунас Юнайтед (3)            | 2:1     | ГБ Юнайтед (Вільнюс) (3) |
| 24 серпня 2012                |         |                          |
| Прелегентай (3)               | 4:2 дч  | Рінкускяй (3)            |
| 29 серпня 2012                |         |                          |
| Іпукіс (3)                    | 2:1     | Джамбо (3)               |

## Четвертий раунд
| Команда 1       | Рахунок | Команда 2          |
| --------------- | ------- | ------------------ |
| 19 вересня 2012 |         |                    |
| Тракай (2)      | 1:2     | Вента (2)          |
| 26 вересня 2012 |         |                    |
| Атлантас        | 3:0     | Кедайняй (2)       |
| Паланга (2)     | 2:0     | Іпукіс (3)         |
| Гранітас (2)    | 3:0     | Каунас Юнайтед (3) |
| Аве.Ко (3)      | 0:15    | Невежис (2)        |
| Спіріс (3)      | 6:2     | Полонія (2)        |
| 28 вересня 2012 |         |                    |
| Шилуте (2)      | 2:0     | Прелегентай (3)    |

## 1/8 фіналу
| Команда 1      | Рахунок | Команда 2   |
| -------------- | ------- | ----------- |
| 22 жовтня 2012 |         |             |
| Спіріс (3)     | 2:3 дч  | Шилуте (2)  |
| 23 жовтня 2012 |         |             |
| Круоя          | 5:0     | Паланга (2) |
| Таурас         | 0:3     | Жальгіріс   |
| Невежис (2)    | 0:1     | Лієтава (2) |
| Гранітас (2)   | 4:0     | Вента (2)   |
| 24 жовтня 2012 |         |             |
| Дайнава        | 0:3     | Екранас     |
| Шяуляй         | 1:0     | Банга       |
| Атлантас       | 1:0     | Судува      |

## 1/4 фіналу
| Команда 1        | Рахунок | Команда 2   |
| ---------------- | ------- | ----------- |
| 6 листопада 2012 |         |             |
| Гранітас (2)     | 1:6     | Жальгіріс   |
| 7 листопада 2012 |         |             |
| Круоя            | 0:2     | Екранас     |
| Шяуляй           | 4:1     | Лієтава (2) |
| Атлантас         | 4:1     | Шилуте (2)  |

## 1/2 фіналу
| Команда 1               | Заг. | Команда 2           | 1-й матч | 2-й матч |
| ----------------------- | ---- | ------------------- | -------- | -------- |
| 16 квітня/1 травня 2013 |      |                     |          |          |
| Екранас                 | 2:4  | Шяуляй              | 1:2      | 1:2      |
| 17/30 квітня 2013       |      |                     |          |          |
| Атлантас                | 0:1  | Жальгіріс (Вільнюс) | 0:0      | 0:1      |

## Фінал
| 19 травня 2013 13:30 (EEST) |

| Жальгіріс (Вільнюс)               | 3:3 дч   | Шяуляй                          |
| --------------------------------- | -------- | ------------------------------- |
| Шврлюга 13' Скерла 45+1' Герц 91' | Протокол | Васкела 5' Рашо 34' Біршкис 98' |

| Імені С.Дарюса та С.Гіренаса, Каунас Глядачів: 2 500 Арбітр: Неріюс Дунаускас |

|                                                                                   |     | Пенальті                                                                                   |  |
| Шврлюга · Скерла · Герц · Кукліс · Перич · Янушаускас · Вільк · Жупла · Вайткунас | 8:7 | Рашо · Токич · Д.Янкаускас · Ждерич · Васкела · Снапкаускас · Мушников · Біршкис · Лунскіс |  |